# 竜門岳
竜門岳（りゅうもんがだけ）は、奈良県の宇陀市と吉野郡吉野町の市町境にある山で、竜門山地に属している。龍門岳あるいは龍門ガ岳（龍門ヶ岳）と表記されることもある。日本三百名山の一つに数えられる。

## 概要
奈良盆地と吉野を分け隔てる、高見山西側の龍門山塊の主峰であり、紀の川（吉野川）水系の支流、津風呂川と淀川水系の支流、宇陀川の分水嶺上にある。かつて吉野側の中腹には龍門滝付近には『太平記』で有名な楠木正行の妻、弁ノ内待が世を忍んで住んだと伝えられ幽玄な雰囲気を誇った龍門寺が建立されていたが、応仁の乱を期に廃寺となり現在では遺跡が名残をとどめるのみである。また龍門滝のそばには『今昔物語集』で名高い久米仙人が修行した窟跡もある。北西側の細峠付近には元禄元年（1688年）に松尾芭蕉が吉野を訪れた際、詠んだ句碑が建てられている山頂には高皇産霊神を祀る祠があり、一等三角点「竜門岳」が設置されている。山頂からの展望は西方に開けており、府県境に位置する葛城山、金剛山などが一望できる。

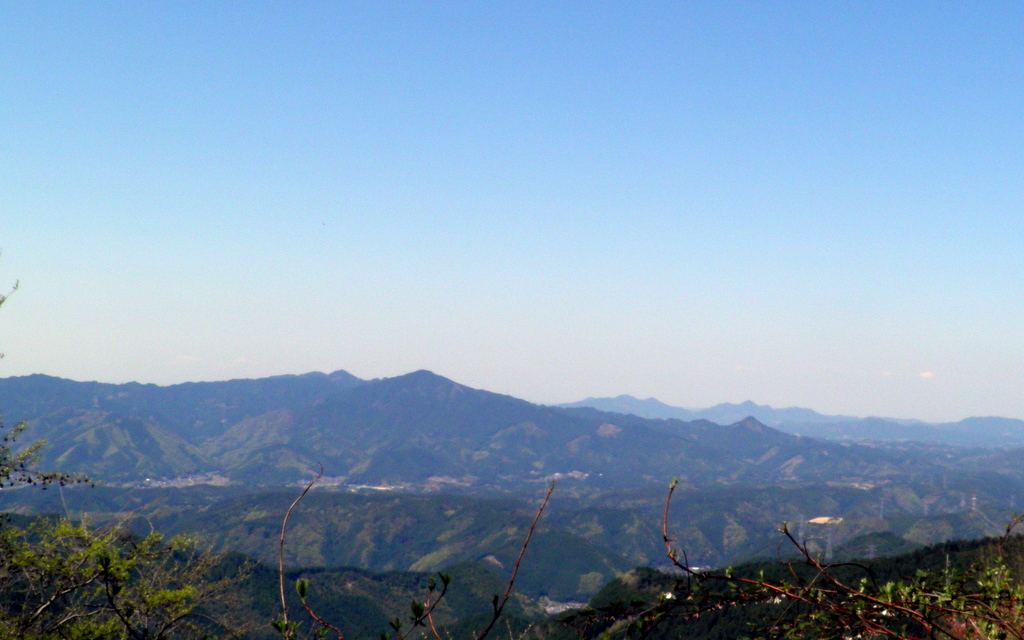
遠景

## 登山ルート
山頂南側の吉野山口神社(230m)から龍門滝(310m)および龍門寺跡を経て山頂に至る。また北側の桜井側からも登山道があり、不動滝(350m)から大峠(770m)および三津峠(740m)を経て山頂に至る。